# حمام کوهپر علیا
حمام کوهپر علیا مربوط به دوره قاجار است و در شهرستان نوشهر، بخش کجور، دهستان زانوس رستاق، روستای کوهر علیا واقع شده و این اثر در تاریخ ۲۶ اسفند ۱۳۸۶ با شمارهٔ ثبت ۲۲۰۴۵ به‌عنوان یکی از آثار ملی ایران به ثبت رسیده است.